# 比亞拉市鎮 (魯塞州)

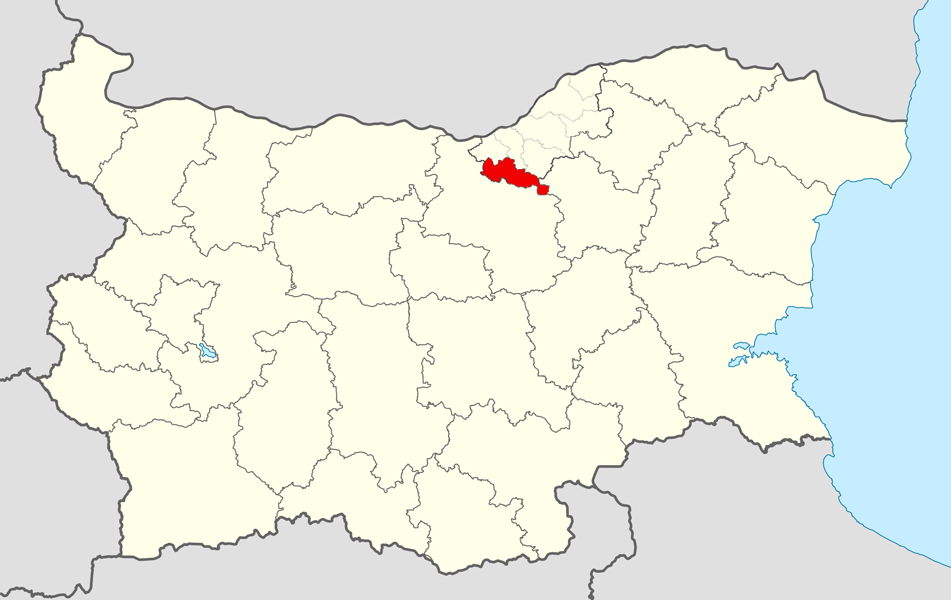

比亞拉市，是保加利亞的城鎮，位於該國中北部，由魯塞州負責管轄，首府設於比亞拉，面積341平方公里，2009年人口14,962，人口密度每平方公里43.88人。
43°26′N 25°43′E / 43.433°N 25.717°E